# Lelling
Lelling település Franciaországban, Moselle megyében. Lakosainak száma 460 fő (2022. január 1.). Lelling Bistroff, Folschviller, Guessling-Hémering, Lixing-lès-Saint-Avold, Teting-sur-Nied és Vahl-Ebersing községekkel határos.

## Népesség
A település népességének változása:
| Lakosok száma | 354  | 375  | 395  | 458  | 489  | 475  | 472  | 471  | 465  | 460  |
|               | 1968 | 1982 | 1990 | 2006 | 2013 | 2015 | 2017 | 2019 | 2020 | 2022 |